# Ҳ

Darstellung des Buchstaben ch

Das Ҳ, ҳ ist ein Buchstabe des kyrillischen Alphabet und besteht aus einem Х mit Abstrich rechts unten. Die Aussprache ist je nach Sprache verschieden. Im Abchasischen repräsentiert es einen stimmlosen pharyngalen Frikativ wie arabisch ح. Im Itelmenischen steht er für einen stimmlosen uvularen Frikativ wie das ch in Bach. Im Tadschikischen steht es für das deutsche H, einen stimmlosen glottalen Frikativ, der im Russischen nicht vorkommt.

## Transkription
- lateinische Transkription: ch
- arabische Transkription: ح

## Verwendung und IPA-Wert
- Abchasische Sprache (45. Buchstabe) [⁠ħ⁠]
- Chakassische Sprache (nicht mehr vorhanden) [⁠ħ⁠]
- Itelmenische Sprache (36. Buchstabe) [⁠χ⁠]
- Karakalpakische Sprache (31. Buchstabe) [⁠h⁠]
- Tadschikische Sprache (27. Buchstabe[1]) [⁠h⁠]
- Usbekische Sprache (nicht mehr vorhanden) [⁠h⁠]